# Principado de Pereyáslav

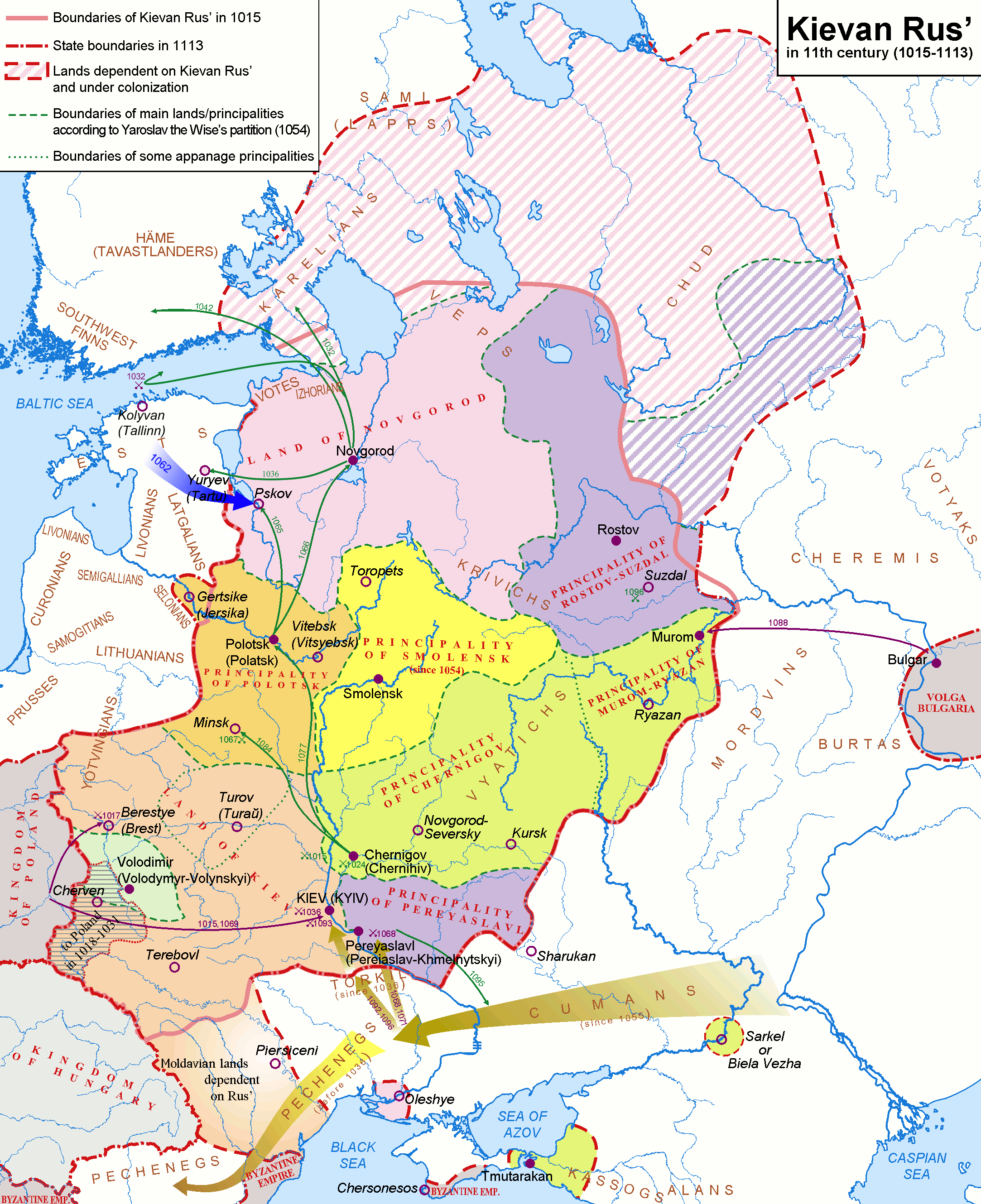
Rus de Kiev (1015-1113)

Principados de la Rus de Kiev (1054-1132).

Principados de la Rus de Kiev. 1237

El principado de Pereyáslav fue un principado regional de la Rus de Kiev desde finales del siglo X hasta 1302 con centro en la ciudad de Pereyáslav en el río Trubizh. Era administrado usualmente por hijos menores del gran príncipe de Kiev. Se extendía sobre territorios extensos desde la orilla izquierda del Dniéper medio al oeste hasta su frontera este ubicada cerca de la orilla derecha del río Donets donde presuntamente estaba situada la legendaria ciudad cumana de Sharuk(h)an.
La Crónica de Néstor fecha la fundación de la ciudad de Pereyáslav en 992; los datos arqueológicos sugieren que fue fundada poco después de dicho año. En sus primeros días fue una de las ciudades más importantes de la Rus de Kiev luego del Principado de Chernígov y Principado de Kiev. La ciudad estaba ubicada en un fuerte donde Vladímir el Grande libró una batalla contra los pechenegos nómadas. La Crónica de Néstor registra que en 988 Vladímir había asignado las tierras del norte (más tarde asociadas con Pereyáslav) a Yaroslav.
El principado puede reconocerse como un dominio semiindependiente de la herencia de los hijos de Yaroslav I el Sabio: Sviatoslav recibió Chernígov, Vsévolod tuvo Pereyáslav, Viacheslav recibió Smolensk Viacheslav y Volodímir-Volinski fue para Ígor; siguiendo así el sistema colateral de sucesión. El infantado de Vsévolod incluía las tierras septentrionales de Rostov y la poco colonizada zona nordeste de la Rus. Desde el principado de Vsévolod Yaroslávich los príncipes de Pereyáslav mantuvieron también el principado de Rostov-Súzdal, fuertemente colonizado por los eslavos, posteriormente, proceso que fortaleció el poder e independencia de la región, separándola de Pereyáslav.
En 1132, Yaropolk obtuvo el título de gran príncipe luego de la muerte de su hermano Mstislav, mientras que los Monomácovichi disputaron un conflicto interno por el principado de Pereyáslav. Yaropolk cedió a Vsévolod Mstislávich, príncipe de Nóvgorod, el principado de Pereyáslav —nombrándolo así heredero del trono kievita— lo que hizo que su hermano menor, Yuri Dolgoruki, señor de Súzdal, le declarara la guerra. Yuri echó a Vsévolod, a quien Yaropolk reemplazó con su hermano Iziaslav. Se logró un acuerdo en 1134 entre Yuri y Yaropolk en virtud del cual su hermano común Viacheslav tomaría el trono de Pereyáslav. La ciudad fue destruida por los mongoles en marzo de 1239, siendo la primera ciudad importante derrotada.

## Príncipes
- Yaroslav Vladímirovich, 988-1010
- Borís Vladímirovich
- Elías Yaroslávich, c. 1019
- Vsévolod Yaroslávich, 1054-1076
- Rostislav Vsévolodovich, d. 1093
- Vladímir Vsévolodovich Monómaco, 1076-1078
- Rostislav Vsévolodovich, 1078-1093
- Vladímir Vsévolodovich Monómaco (segunda vez), 1094-1113
- Sviatoslav Vladímirovich, d. 1114
- Yaropolk Vladímirovich, 1114-1132
- Vsévolod Mstislávich, 1132-1134
- Iziaslav Mstislávich, 1132-1134
- Viacheslav Vladímirovich, 1132-1134
- Andréi Vladímirovich, 1135-1141
- Viacheslav Vladímirovich (segunda vez), 1142
- Iziaslav Mstislávich, 1143-1145
- Mstislav Iziaslávich, 1146-1149
- Rostislav Yúrievich, 1149-1151
- Mstislav Iziaslávich (segunda vez), 1151-1155
- Gleb Yúrievich, 1155-1169
- Vladímir Glébovich, 1169-1187
- Yaroslav Mstislávich Krasny, 1187-1199
- Yaroslav Vsévolodovich, 1200-1206
- Mijaíl Vsévolodovich, 1206
- Vladímir Riúrikovich, 1206-1213